# Géza de Kresz
Géza de Kresz (* 11. Juni 1882 in Budapest; † 2. Oktober 1959 in Toronto) war ein österreich-ungarisch-kanadischer Geiger, Musikpädagoge und Komponist.

## Leben
De Kresz studierte am Nationalkonservatorium Budapest Violine bei Alois Gobbi, Frigyes Arányi und Jenő Hubay. Er setzte seine Ausbildung bis 1902 am Prager Konservatorium bei Otakar Ševčík fort, war bis 1905 Schüler von Eugène Ysaÿe in Brüssel und nahm 1905 in Paris Violinunterricht bei Jacques Thibaud in Paris. Außerdem studierte er Komposition in Brüssel bei Théophile Ysaÿe und in Paris bei Albert Lavignac.
Im Jahr 1906 debütierte de Kresz als Violinsolist in Wien. Ab 1909 unterrichtete er am Konservatorium von Bukarest, war Konzertmeister des Bukarester Sinfonieorchesters und leitete das Carmen Sylva String Quartet am königlichen Hof. 1915 ging er nach Berlin, wo er am Stern’schen Konservatorium (1919–1923) unterrichtete und von 1917 bis 1921 Konzertmeister und Soloviolinist der Berliner Philharmoniker war. In Berlin lernte er auch die englische Pianistin Norah Drewett kennen, die er 1918 heiratete.
Auf Einladung von Boris Hambourg, den er während seiner Studienzeit in Belgien kennengelernt hatte, ging de Kresz mit seiner Frau 1923 nach Toronto. Dort gaben sie zusammen Duo-Konzerte und tourten bis 1951 durch Kanada. De Kresz spielte die Erste Violine im Hart House String Quartet (bis 1935), war 1924/25 Mitglied des Hambourg Trio, gründete 1930 die Little Symphony, ein Kammerorchester, das er bis 1934 leitete, und unterrichtete am Hambourg Conservatory. Zu seinen Schülern zählten Musiker wie Murray Adaskin, Hedy Aschermann, Arthur Garami, Flora Matheson Goulden, Betty-Jean Hagen, Clayton Hare, Adolf Koldofsky, Kayla Mitzel, Maurice Solway, Irene Diehl Thorolfson und Margaret Woodrow Wilson.
In der Sommerzeit hielt sich de Kresz häufig in Europa auf, gab dort Konzerte und unterrichtete an der Universität Wien und am Mozarteum in Salzburg. Von 1935 bis 1947 lebte er in Budapest und unterrichtete an der Franz-Liszt-Musikakademie und am Ungarischen Nationalkonservatorium, dessen Direktor er ab 1941 war. 1947 kehrte er nach Toronto zurück. Er unterrichtete dort am Royal Conservatory of Music, leitete Kurse für Violinpädagogik und trat noch bis 1955 als Violinsolist auf.
Zwei Schlaganfälle beendeten 1956 endgültig de Kresz’ musikalische Laufbahn. Am 1. Oktober 1959 gab die Philharmonia Hungarica in der Massey Hall ein Konzert unter Leitung von Antal Doráti, bei dem de Kresz Ehrengast war. Während des Konzerts erlitt er einen weiteren schweren Schlaganfall, an dessen Folgen er am nächsten Tag starb. Seine im Manuskript erhaltenen musikpädagogischen Schriften wurden 1969 von Kenneth McRobbie von der University of Manitoba veröffentlicht. Im gleichen Jahr wurde der Géza de Kresz Memorial Scholarship Fund gegründet.